# 浦和西警察署
浦和西警察署（うらわにしけいさつしょ）は、埼玉県さいたま市中央区にある埼玉県警察が管轄する警察署。署長は警視。

## 所在地
- さいたま市中央区上峰三丁目4番1号

## 管轄区域
- さいたま市
  - 中央区（大字上落合、新都心を除く）
  - 桜区
  - 浦和区（上木崎一丁目のみ）

## 管内の交番

### 中央区
- 与野交番（下落合五丁目4番3号）
- 上落合交番（上落合七丁目6番33号）

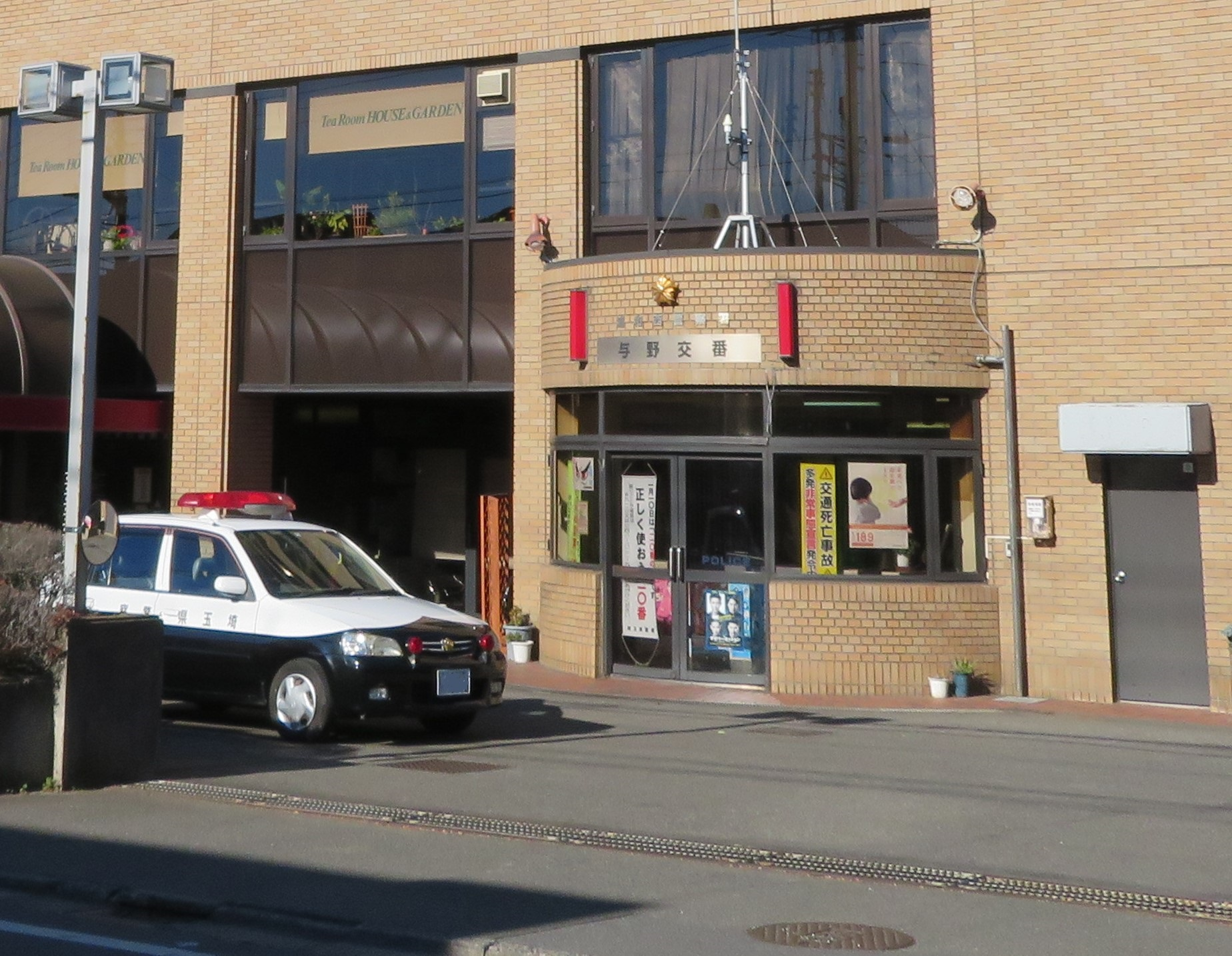
与野交番

### 桜区
- 西堀交番（西堀七丁目23番8号）
- 大久保交番（大字五関139番地1）
- 田島団地交番（田島六丁目2番25号）
- 新開交番（桜田二丁目28番12号）

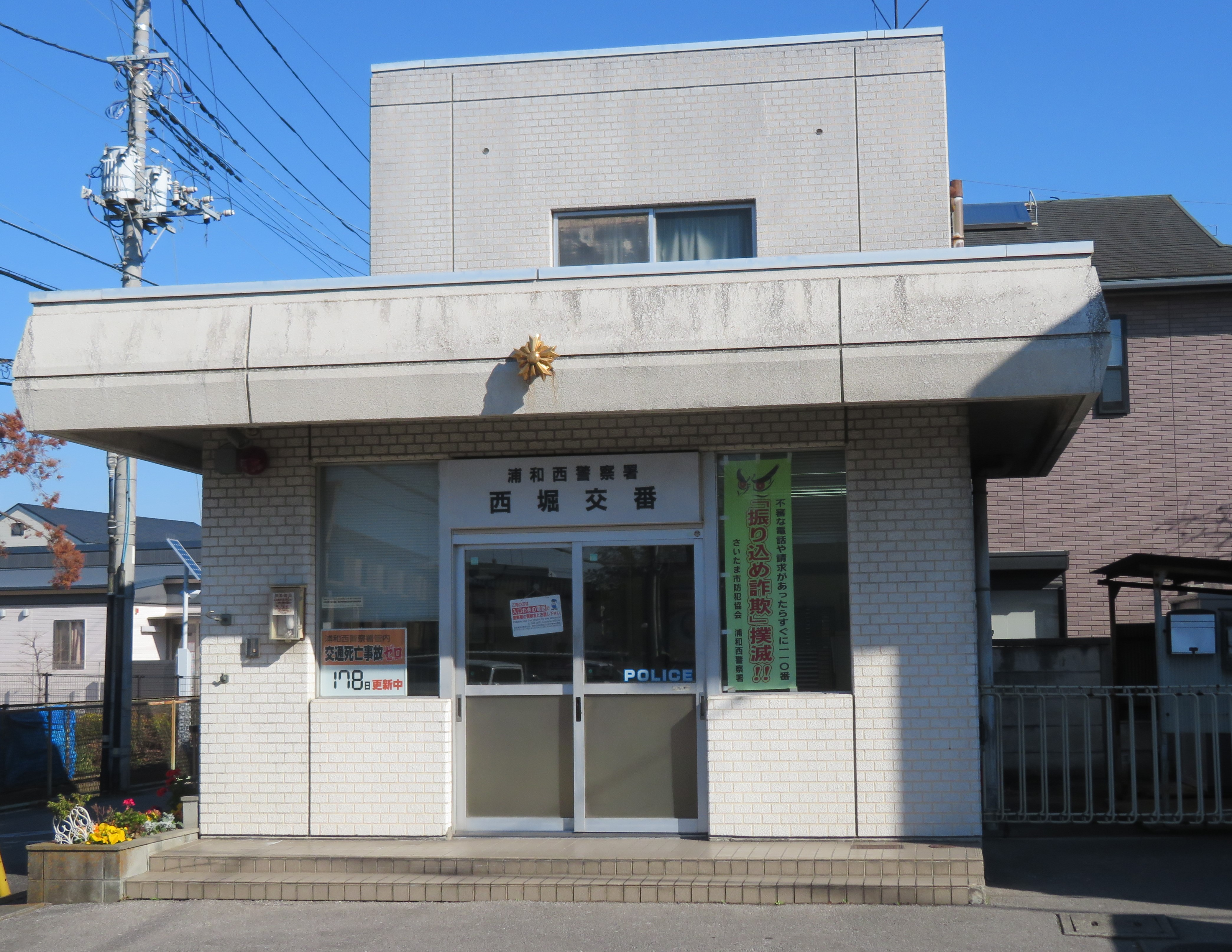
西堀交番
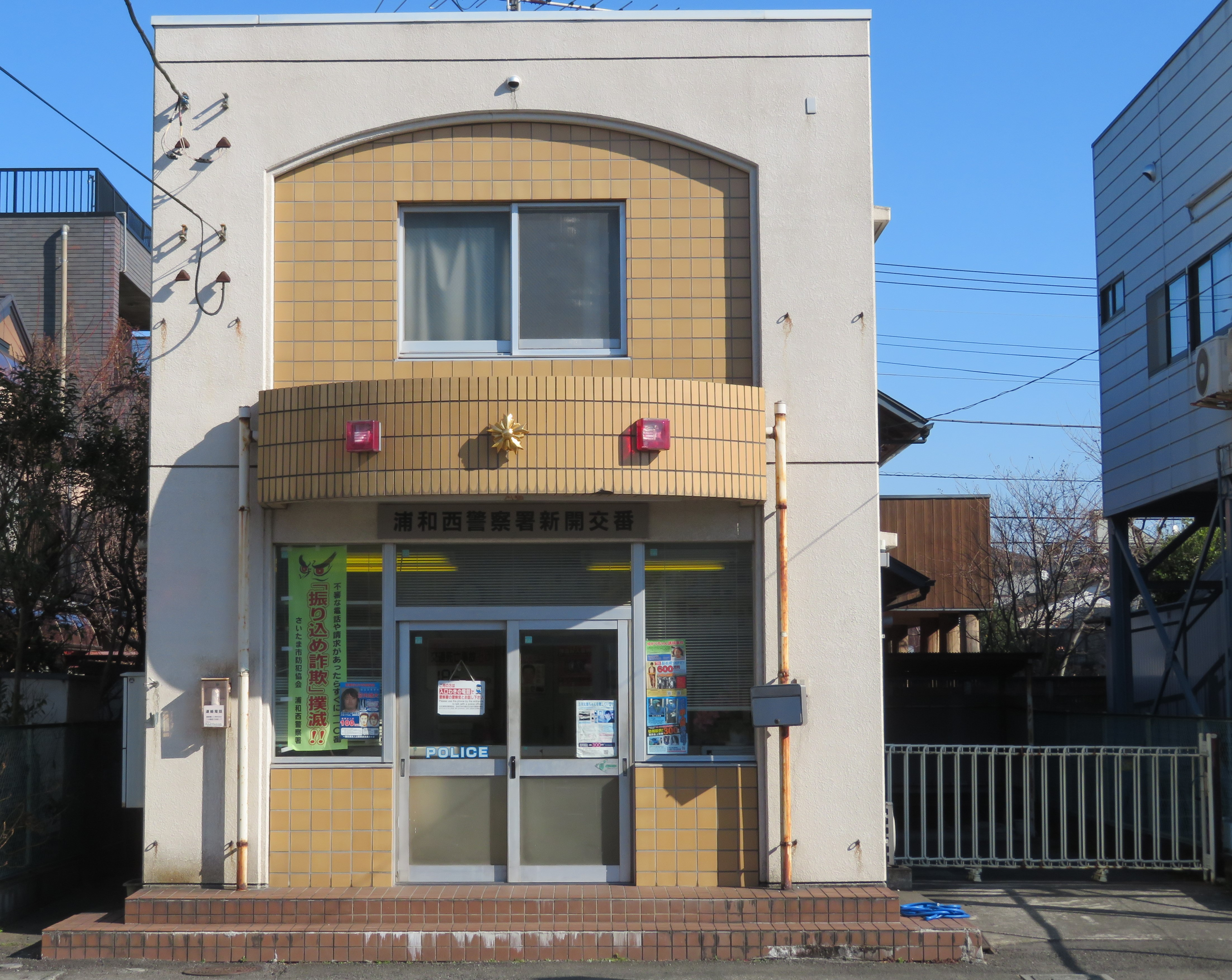
新開交番

### 浦和区
- 与野駅前交番（上木崎一丁目8番9号）

## 沿革
- 1979年12月1日 - 浦和市西部地区（現・桜区全域と浦和区の一部）と与野市全域を管轄する警察署として、浦和警察署より分離し開署。なお、浦和西警察署は、平成の大合併によるさいたま市の成立以前から、旧・与野市に設置されているが、署の名称は開署当初から浦和西警察署である。
- 2003年4月1日 - さいたま市の政令指定都市化に伴い、さいたま新都心地区（旧・与野市北部）の管轄が大宮警察署へ移管される。